# Корсаж

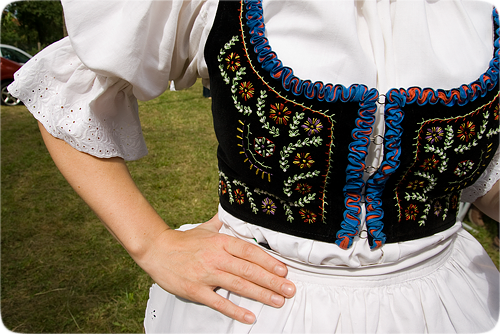
Корсаж чешского национального костюма

Корса́ж (фр. corsage, от фр. corps — «тело») — часть женского платья, покрывающая бюст.

## История

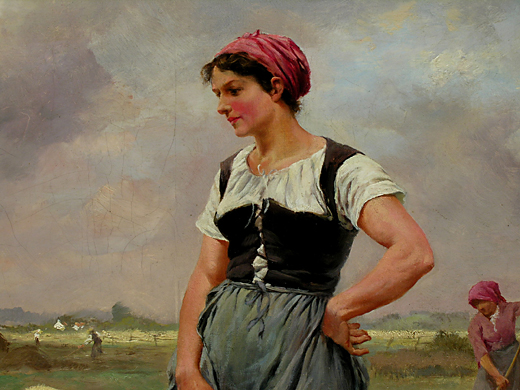
Фрагмент картины «Сенокос» бельгийского художника конца XIX века Жюльена Жозефа

Прообраз корсажа известен по фрескам, найденным на раскопках Кносса и Тиринфа (второй век до нашей эры). На них изображены девушки в корсажах, которые подчёркивали талию, поднимая грудь, но при этом оставляя её обнажённой.
Во второй половине XIX века, как правило, костюмы состояли из двух отдельных предметов: корсажа и юбки.
Раньше корсаж являлся элементом верхней одежды. В настоящее время корсаж скрывается под одеждой. Поэтому сейчас он относится к демонстративным видам нижнего белья.
Сейчас появилось множество разных фасонов и видов корсажей: бюстье, боди, грация, полуграция и др.
Изготавливают корсажи из любых тканей. Он, как правило, состоит из нескольких деталей до шести. Корсаж может обладать и облегающим, и достаточно свободным силуэтом.
Также корсаж является главным атрибутом в народных костюмах многих европейских народов.

## Отличие корсажа от корсета

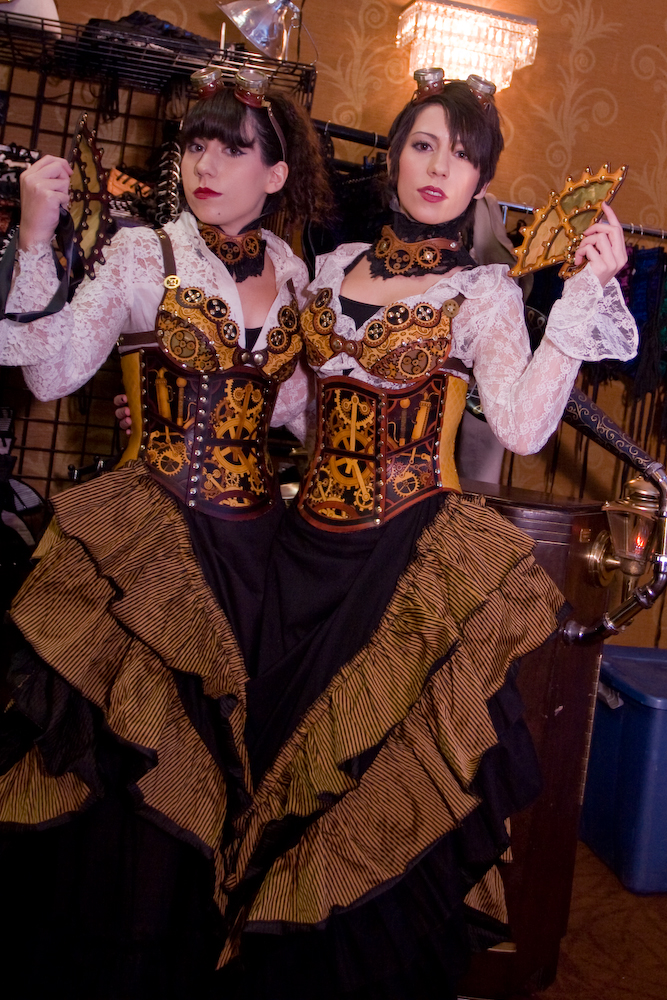
Корсаж является частым элементом костюма в стиле стимпанк

В отличие от корсета, корсаж не исправляет видимые недостатки фигуры. Он выполняет исключительно декоративные функции. Его функция — просто прикрыть тело. Корсаж — может быть как часть платья, так и как элемент, пришитый к юбке.
Корсаж в отличие от корсета может растягиваться. В то же время, корсет в отличие от корсажа является самостоятельным элементом одежды и не взаимодействует с другими элементами гардероба.
Они также отличаются конструкциями и материалом изготовления.

## Корсаж в искусстве
- Картина Франсуа Буше, Мадам де Помпадур, Шотландская национальная галерея